# Ice-Pick Lodge
Ice-Pick Lodge è uno studio di sviluppo di videogiochi fondata nel 2002 a Mosca. È diventato noto in Russia e in seguito a livello mondiale, mettendo in commercio il suo primo progetto, Pathologic.

## Membri
- Nikolay Dybowskiy - fondatore dello studio, CEO, lead designer e scrittore.
- Airat Zakirov - lead logic programmer and project manager.
- Peter Potapov - direttore artistico.
- Aleksey Bakhvalov - lead engine programmer.
- Igor Pokrovskiy - level designer, texturer, beta-tester e sviluppatore multi-ruolo
- Vasiliy Kashnikov - direttore del suono, rumorista e compositore musiche originali.
- Aleksander Jukov - modellista caratteri.
- Aleksey Luchin - localizzazione software, traduttore (a partire da The Void), community manager e sviluppatore multi-ruolo.

## Giochi
9 giugno 2005 - Pathologic : gioco con visuale in prima persona, ambientato in una cupa, piccola città in una onirica, antica steppa russa, afflitta da un'epidemia sconosciuta. Il gioco esiste, oltre che in russo, in versione con sottotitoli in italiano.
17 aprile 2008 - The Void : gioco con visuale in prima persona la cui protagonista è l'anima di un uomo prigioniero in una sorta di inquietante Purgatorio, dai tratti vicini ad Escher e profondamente straniante. Ricco di dialoghi raffinatissimi, con citazioni di poesie di Luís de Camões e Majakovskij, nel gameplay il protagonista deve tentare la fuga, trovando la via per la superficie, prima della discesa nella Morte Assoluta. Il gioco esiste solo in lingua russa, polacca, inglese e tedesca. Di The Void esiste una prima versione, circolata solo sul mercato russo, Turgor, radicalmente diversa nel gameplay e di cui esiste una traduzione italiana che per ragioni di scarsa opportunità commerciale non è mai stata messa in commercio.
21 aprile 2011 - Cargo! - The Quest for Gravity : è un gioco con visuale in terza persona, basato sulla libera, totale e fantasiosa creazione di strambi veicoli, in un futuro immaginario in cui il pianeta terra ha perso la forza di gravità. Surreale, intriso di humor e colore, con musiche divertenti, fondamentali nello svolgimento del gioco e ricche di sonorità alla Nino Rota, si differenzia radicalmente dai primi due.
4 ottobre 2013 - Knock-knock - Ready or not, here I come...
Sia Pathologic sia The Void hanno vinto il primo premio per il "non-standard game" al Game Developers Conference russo, KRI nel 2005 e nel 2007